# Ronde Barber
Pour les articles homonymes, voir Barber.
Pro Football Hall of Fame 2023
(en) Statistiques sur pro-football-reference
Jamael Orondé Barber dit Ronde Barber (né le 7 avril 1975 à Roanoke) est un joueur américain de football américain actuellement à la retraite. Il a effectué toute sa carrière avec les Buccaneers de Tampa Bay, avec lesquels il a remporté le Super Bowl XXXVII. Il est le frère jumeau de Tiki Barber.

## Enfance
Barber étudie à la Cave Spring High School où il fait partie de l'équipe de football américain de l'école ainsi que l'équipe de lutte et d'athlétisme. Il est nommé à trois reprises comme un des meilleurs joueurs du district avec l'équipe de football américain.

## Carrière

### Université
Il entre ensuite à l'université de Virginie où il joue notamment pour l'équipe de football américain des Cavaliers de la Virginie.

### Professionnel
Ronde Barber est sélectionné au troisième tour du draft de la NFL de 1997 par les Buccaneers de Tampa Bay au soixante-sixième choix. Pour sa première saison en NFL, Barber ne joue qu'un match en 1997. L'entraîneur Tony Dungy le remarque lors de la seconde saison où il fait quatre-vingt tacles en seize matchs dont neuf comme titulaire ainsi que trois sacks et deux interceptions. Il décroche une place de titulaire lors de la saison 1999, place qu'il ne quittera plus. En 2001, il est sélectionné pour son premier Pro Bowl après avoir intercepté dix passes dans la saison.
Lors du match pour le titre de champion de la National Football Conference 2002, il intercepte une passe de Donovan McNabb des Eagles de Philadelphie et parcourt quatre-vingt-douze yards pour marquer un touchdown. Ce touchdown ouvre aux Buccaneers les portes du Super Bowl XXXVII qu'ils remportent contre les Raiders d'Oakland 48 à 21.
Le 11 décembre 2005, contre les Panthers de la Caroline, il devient le premier cornerback de l'histoire de la NFL à faire vingt interceptions et vingt sacks. Il devient le dixième membre de ce clan de joueurs ayant déjà accompli ces faits, comportant Jack Ham, Donnie Edwards, Seth Joyner, Wilber Marshall, William Thomas, Ray Lewis, Rodney Harrison, Brian Dawkins et LeRoy Butler.
Barber est actuellement classé second de l'histoire de la NFL au classement des touchdowns défensifs avec onze touchdowns (sept interception return et quatre fumble interception). Il a aussi marqué un touchdown un punt bloqué, un sur un field goal bloqué aussi et un sur un punt return.
Il est élu dans l'équipe de la décennie 2000 de la NFL comme cornerback. L'équipe est annoncé le 31 janvier 2010 lors du spectacle avant le Pro Bowl 2010. Le 21 novembre 2010, Barber devient le seul joueur de l'histoire de la NFL à faire vingt cinq sacks et quarante interceptions en carrière lors de la victoire 21-0 contre les 49ers de San Francisco. Son maillot est exposé au Pro Football Hall of Fame.
Le 8 mai 2013, après une saison 2012 pourtant réussie avec 92 tackles et 4 interceptions, il annonce qu'il met fin à sa carrière après 16 années passées avec les Buccaneers.

## Palmarès et records
- Sélectionné au Pro Bowl : 2001, 2004, 2005, 2006 et 2008
- Équipe de la saison NFL 2001, 2004, 2005
- Seconde équipe de la saison NFL 2002 et 2006
- Équipe de la décennie 2000
- Plus grand nombre de titularisations consécutives pour un defensive back : 215
- Plus grand nombre de titularisation consécutives pour un cornerback : 200
- Plus grand nombre de sacks par un cornerback en carrière : 28
- Appartient au club 40-20, des joueurs ayant accumulé au moins 40 interceptions et 20 sacks en carrière
- Joueur ayant intercepté le plus de passe en 2001
- Joueur ayant le plus marqué de touchdown en retournant des interceptions en 2006